# Confolens (quận)
Quận Confolens là một quận của Pháp, nằm ở tỉnh Charente, ở vùng Nouvelle-Aquitaine. Quận này có 6 tổng và 63 xã.

## Các đơn vị hành chính

### Các tổng
Các tổng của quận Confolens là: 
1. Chabanais
2. Champagne-Mouton
3. Confolens-Nord
4. Confolens-Sud
5. Montemboeuf
6. Saint-Claud

### Các xã
Các xã của quận Confolens, và mã INSEE là: 
| 1. Abzac (16001)                    | 2. Alloue (16007)                      | 3. Ambernac (16009)                | 4. Ansac-sur-Vienne (16016)           |
| 5. Beaulieu-sur-Sonnette (16035)    | 6. Benest (16038)                      | 7. Brigueuil (16064)               | 8. Brillac (16065)                    |
| 9. Chabanais (16070)                | 10. Chabrac (16071)                    | 11. Champagne-Mouton (16076)       | 12. Chasseneuil-sur-Bonnieure (16085) |
| 13. Chassenon (16086)               | 14. Chassiecq (16087)                  | 15. Cherves-Châtelars (16096)      | 16. Chirac (16100)                    |
| 17. Confolens (16106)               | 18. Esse (16131)                       | 19. Exideuil (16134)               | 20. Genouillac (16149)                |
| 21. Hiesse (16164)                  | 22. La Péruse (16259)                  | 23. Le Bouchage (16054)            | 24. Le Grand-Madieu (16157)           |
| 25. Le Lindois (16188)              | 26. Le Vieux-Cérier (16403)            | 27. Les Pins (16261)               | 28. Lessac (16181)                    |
| 29. Lesterps (16182)                | 30. Lussac (16195)                     | 31. Lésignac-Durand (16183)        | 32. Manot (16205)                     |
| 33. Massignac (16212)               | 34. Mazerolles (16213)                 | 35. Mazières (16214)               | 36. Montembœuf (16225)                |
| 37. Montrollet (16231)              | 38. Mouzon (16239)                     | 39. Nieuil (16245)                 | 40. Oradour-Fanais (16249)            |
| 41. Parzac (16255)                  | 42. Pleuville (16264)                  | 43. Pressignac (16270)             | 44. Roumazières-Loubert (16192)       |
| 45. Roussines (16289)               | 46. Saint-Adjutory (16293)             | 47. Saint-Christophe (16306)       | 48. Saint-Claud (16308)               |
| 49. Saint-Coutant (16310)           | 50. Saint-Germain-de-Confolens (16322) | 51. Saint-Laurent-de-Céris (16329) | 52. Saint-Mary (16336)                |
| 53. Saint-Maurice-des-Lions (16337) | 54. Saint-Quentin-sur-Charente (16345) | 55. Saulgond (16363)               | 56. Sauvagnac (16364)                 |
| 57. Suaux (16375)                   | 58. Suris (16376)                      | 59. Turgon (16389)                 | 60. Verneuil (16398)                  |
| 61. Vitrac-Saint-Vincent (16416)    | 62. Épenède (16128)                    | 63. Étagnac (16132)                |                                       |